# ソードフィッシュトロンボーン
ソードフィッシュトロンボーン（Swordfishtrombones）は、トム・ウェイツが1983年に発表したアルバム。アイランド・レコード移籍第1弾に当たり、初のセルフ・プロデュース作品でもある。

## 解説
映画『ワン・フロム・ザ・ハート』の音楽制作の仕事を終えたトム・ウェイツは、ピアノ弾き語りを主軸とした従来の路線を放棄し、全く新しい路線のデモ・テープをアサイラム・レコードに持ち込んだ。その時の楽曲は「束の間の休暇」「A 30.6」「ワイルドなフランクの話」。しかし、アサイラムが難色を示したため、トムはデビュー当時から在籍していたアサイラムを離脱。様々なレーベルを回った末、アイランド・レコードと契約。ブラスバンドや様々なパーカッション等、それまでのトムの作品には見られなかった楽器を多用した音楽性は物議を醸したが、評論家からの評価は高く、NME誌の人気投票では年間最優秀アルバムとなった。トムは本作で初めて全英チャート入りを果たし、以後、ヨーロッパにおける知名度を高めていく。
アルバム・タイトルの「Swordfishtrombones」（直訳すれば「メカジキトロンボーン」）はトムの造語。タイトル曲の歌詞で、救世軍の女の子が演奏する楽器として登場する。トム自身はこの言葉の意味に関して「生臭い楽器かも、うるさい音を出す魚かもしれない」という趣旨の説明をしている。
本作からは「イン・ザ・ネイバーフッド」がシングル・カットされ、また、トムにとって初のミュージック・ビデオも制作された（監督:ハスケル・ウェクスラー）。トーキング・ブルース調の楽曲「ワイルドなフランクの話」は、トムの脚本家デビューとなるミュージカル作品『フランクス・ワイルド・イヤーズ』（1986年6月初演）に発展していく。
2005年には、「アンダーグラウンド」がアニメーション映画『ロボッツ』で、「兵士の持ち物」が映画『ジャーヘッド』で使用された。

## 収録曲
全曲トム・ウェイツ作。
1. アンダーグラウンド - "Underground" - 1:58
2. 束の間の休暇 - "Shore Leave" - 4:12
3. ブッチャー - "Dave the Butcher" - 2:15
4. イリノイ州ジョーンズバーグの町の歌 - "Johnsburg, Illinois" - 1:30
5. A 30.6 - "16 Shells from a Thirty-Ought-Six" - 4:30
6. 活気のない町 - "Town With No Cheer" - 4:22
7. イン・ザ・ネイバーフッド - "In the Neighborhood" - 3:04
8. オン・ザ・ヴァイン - "Just Another Sucker on the Vine" - 1:42
9. ワイルドなフランクの話 - "Frank's Wild Years" - 1:50
10. ソードフィッシュトロンボーン - "Swordfishtrombone" - 3:00
11. 地獄に落ちた男の歌 - "Down, Down, Down" - 2:10
12. 兵士の持ち物 - "Soldier's Things" - 3:15
13. ジンびたりの男 - "Gin Soaked Boy" - 2:20
14. 厄病神の紐 - "Trouble's Braids" - 1:18
15. レインバーズ - "Rainbirds" - 3:05

## カヴァー
- 「活気のない町」は、スカーレット・ヨハンソンによるトム・ウェイツのカヴァー・アルバム『レイ・マイ・ヘッド』（2008年）でカヴァーされた。
- 「兵士の持ち物」は、ポール・ヤングの大ヒット・アルバム『シークレット・オヴ・アソシエーション』（1985年）でカヴァーされた（ポール・ヤング版の邦題は「哀しみのソルジャー」）。また、ホリー・コールもトム・ウェイツのカヴァー・アルバム『Temptation』（1995年）で取り上げている。

## 参加ミュージシャン
- トム・ウェイツ - ボーカル、ハモンドオルガン、ピアノ、シンセサイザー他
- ヴィクター・フェルドマン - パーカッション、マリンバ、シェイカー、ハモンドオルガン、スネアドラム、コンガ、バスドラム、タンブリン、トーキングドラム他
- ステファン・アーヴィズ・テイラー・ホッジズ - ドラムス、シンバル、バスドラム、グラス・ハープ
- フレッド・タケット - エレクトリックギター、バンジョー・ギター
- カルロス・ギターロス - エレクトリックギター
- ラリー・テイラー - ベース
- グレッグ・コーエン - ベース
- ロニー・バロン - ハモンドオルガン
- エリック・ビケイルズ - オルガン
- クラーク・スパングラー - シンセサイザー・プログラミング
- ランディ・アルドクロフト - バリトン・ホルン、トロンボーン
- ジョー・ロマーノ - トロンボーン、トランペット
- ビル・ライヘンバック - トロンボーン
- ディック・ハイド - トロンボーン
- アンソニー・クラーク＝スチュワート - バグパイプ
- フランシス・サム - グラス・ハープ
- リチャード・ギブス - グラス・ハープ